# Testudinella parva
Testudinella parva is een raderdiertjessoort uit de familie Testudinellidae. De wetenschappelijke naam van deze soort is voor het eerst geldig gepubliceerd in 1892 door Ternetz.